# 1218
سنة 1218 كانت سنة بسيطة تبدأ يوم الإثنين (الرابط يظهر نموذج التقويم الكامل للسنة) من التقويم اليولياني.

## أحداث
- تأسيس مدينة فيلدكيرخ وتقع حاليا في النمسا.
- مايو: بدء حصار دمياط والذي استمر إلى 5 نوفمبر 1219.
- توجه المغول غربا لاحتلال الدولة الخوارزمية

## مواليد
- رودولف الأول.
- هولاكو خان.

## وفيات
- جيافارمان السابع.
- أوتو الرابع.
- العادل أبو بكر بن أيوب.